# Alcàsser
Alcàsser – gmina w Hiszpanii, w prowincji Walencja, we wspólnocie autonomicznej Walencja, o powierzchni 9,01 km². W 2011 roku liczyła 9544 mieszkańców.